# Старик (рукав Днепра)
Старик (укр. Старик) — правый рукав Днепра в Голосеевском районе Киева (Украина); один из многочисленных рукавов Днепра, образованный вследствие русловых процессов: русловая многорукавность.

## География
Длина — 8 км. Река берёт начало ответвляясь от основного русла Днепра восточнее местности Пирогов. Течёт на юго-восток. Впадает в основное русло Днепра восточнее местности Конча-Заспа.
Русло сильно-извилистое с крутыми поворотами (меандрированное), средняя глубина до 2 м (в приустьевой части — более 5 м). Имеет множество заливов, которые врезаются в острова, также отмежованный залив — озеро Заспа. Долина реки сливается с долиной Днепра. Пойма занята заболоченными участками с лугами и кустарниками, лесами.
Старик и основное русло Днепра образуют безымянный остров (после наполнения Каневского водохранилища в 1974—1976 годах превратился в три острова: безымянный, Водников, безымянный), Казачий остров и образованные от него в результате наполнения водохранилища острова Промежуточный, Ольгин.
В среднем течении впадает другой рукав Коник. Рукава Старик и Коник образовывают остров Жуков.
Южнее озера Заспа впадает водоток от озера Конча. На карте M-36-62-A (1937 год) водоток севернее истока Коника назван также Стариком, с впадающими рекой Николайчик и рекой с озером Ерик, который сейчас называется Галерный залив.
На участке между островами Водников и Жуков созданы две гавани. Русло разделено двумя дамбами (первая соединяет остров Водников и остров Жуков с 1950-х годов, вторая другой остров).